# Gliese 884
Gliese 884 (GJ 884 / HD 217357 / LHS 3885 / CD-23 17699) es una estrella en la constelación de Acuario de magnitud aparente +7,89, por lo que no es visible a simple vista. Se encuentra en la región suroeste de la constelación, al suroeste de Skat (δ Aquarii), al noroeste de Fomalhaut (α Piscis Austrini) y al este de la nebulosa de la Hélice.
Gliese 884 se encuentra a solo 26,6 años luz del sistema solar, siendo una de las estrellas brillantes —entendiendo como tales aquellas que no son enanas rojas— más cercanas. Sus vecinas más próximas son el sistema estelar FK Aquarii a 3 años luz, la brillante Fomalhaut (α Piscis Austrini) a 3,5 años luz, y TW Piscis Austrini, una estrella no muy diferente a Gliese 884, a 4,4 años luz.
Gliese 884 tiene tipo espectral K7V, siendo sus características semejantes a las de 61 Cygni B —la componente más tenue de ese sistema— o a las de Gliese 673.
Con una temperatura superficial de 4130 K, su luminosidad apenas alcanza el 9 % de la solar. 
Su masa se estima en 0,61 masas solares y su edad se cifra en solo 240 millones de años (1/19 parte de la edad del Sol).
No se ha detectado exceso en el infrarrojo ni a 24 μm ni a 70 μm, lo que en principio descarta la presencia de un disco de polvo a su alrededor.